# Karl’s Stein

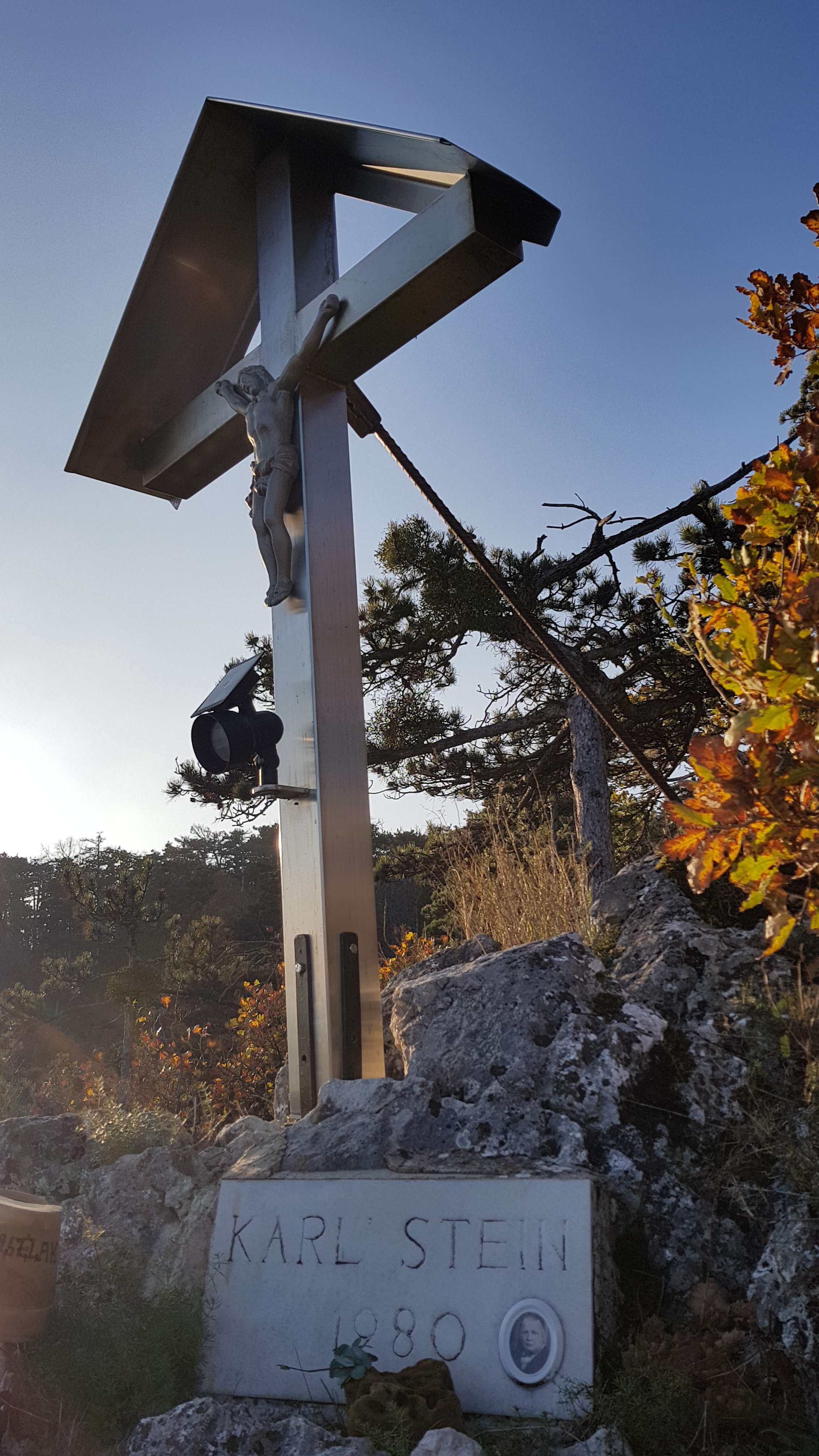
Karl’s Stein in Bad Fischau-Brunn

Karl’s Stein ist ein Felsenvorsprung in den Fischauer Vorbergen im Gemeindegebiet von Bad Fischau-Brunn (Niederösterreich). Er ist durch ein Eisenkreuz gekennzeichnet, das in der Nacht beleuchtet wird.

## Geografie und Geologie
Karl’s Stein befindet sich im südlichen Niederösterreich, in etwa fünfzig Kilometern Entfernung von Wien. In den Fischauer Vorbergen, am Rande des Wiener Beckens gelegen, bestehen die stark reliefierten Höhenzonen hauptsächlich aus Hallstätter Kalk. Eine weitere Besonderheit dieses Gebietes ist die Lage an der Thermenlinie.

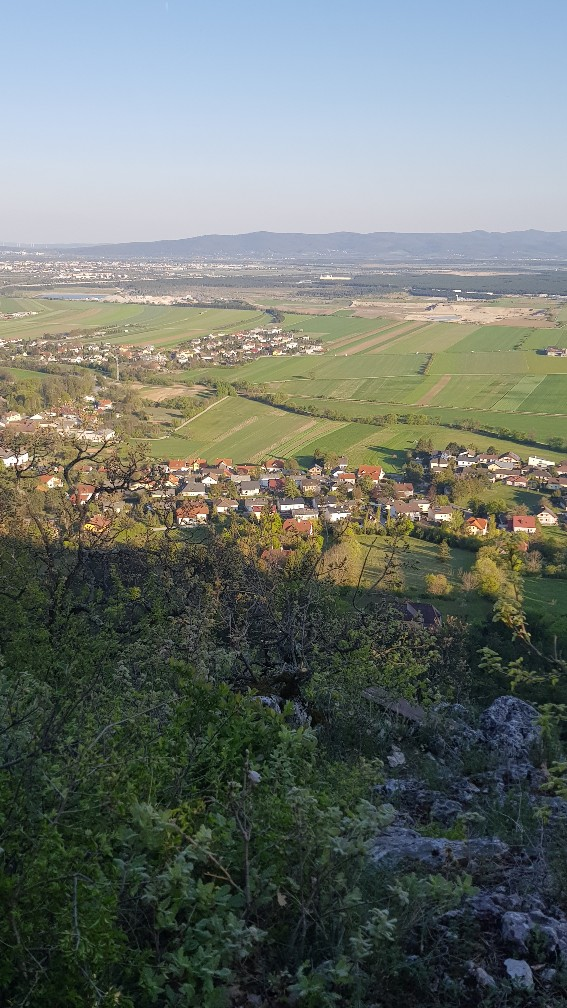
Blick von Karl’s Stein auf den Ortsteil Brunn

Karl’s Stein kann zu Fuß von mehreren Seiten erreicht werden. Einige der Wanderwege durch die Fischauer Vorberge führen zu Karl’s Stein. Am schnellsten ist er von Bad Fischau-Brunn zu erreichen.
Nicht weit unterhalb der Felsformation befindet sich die Eisensteinhöhle, eine 73 Meter tiefe Höhle.

## Geschichte und Namensherkunft
Der 1926 geborene Bad Fischau-Brunner Karl Holzer ging gerne in seinen Heimatwäldern wandern und besuchte dabei immer wieder einen Felsvorsprung, von dem aus man einen Ausblick auf Bad Fischau-Brunn, weite Teile des Industrieviertels und bei klaren Wetterverhältnissen bis an den Neusiedlersee im Burgenland hat.
Eines Tages beschlossen er, sein Sohn Franz und drei seiner Cousins (Alfred Holzer, Heinz Holzer und Karl „Jacky“ Holzer) auf diesem Felsvorsprung ein Kreuz zu montieren. Die erste Version dieses Kreuzes wurde aus Holz gefertigt. Mittlerweile befindet sich ein Metallkreuz an dessen Stelle. Auf den Felsen sind Holzbänke zur Rast befestigt.
Koordinaten: 47° 49′ 48,9″ N, 16° 8′ 27,9″ O